# Can Coll de Pincaró
Can Coll de Pincaró és una obra del poble de Pincaró, actualment del municipi d'Albanyà (Alt Empordà), inclosa a l'Inventari del Patrimoni Arquitectònic de Catalunya.

## Descripció
Can Coll és la masia més gran de l'antic i disseminat veïnat de Pincaró. Està situada a poca distància de l'església de Sant Bartomeu, en el camí que mena de la Muga. És un gran casal de planta rectangular, format per dos cossos ben diferenciats, un amb teulat a una sola vessant i l'altre amb ampli teulat a dues aigües i els vessants vers les façanes principals. Disposa de baixos (amb diverses portes d'accés que menen a les quadres del bestiar), planta per l'habitatge, amb accés directe des de l'exterior per l'escala de pedra, formant una eixida sostinguda per dues atrevides arcades de mig punt, que mena a la porta principal. El pis superior està ocupat per les golfes. Can Coll va ésser bastida amb pedra poc treballada del país, llevat dels carreus cantoners i dels emprats per fer algunes de les obertures.